# Rue du Puits-d'Argent
La rue du Puits-d'Argent est une voie de Nantes, en France.

## Situation et accès
Située dans le centre-ville de Nantes, la  rue du Puits-d'Argent, en fort dénivelé, qui relie la rue de la Fosse à la rue Santeuil, est bitumée et fait partie d'un secteur piétonnier. Elle rencontre la Rue Régnier sur son côté nord, ainsi que l'une des entrées du passage Pommeraye sur son côté sud.
Large d'environ 6 mètres sur une grande partie de son tracé, les vingt derniers mètres de son extrémité est ne sont larges que de 2 mètres.

## Origine du nom
La présence de l'hôtel Huel, sire du Puits d'Argent, expliquerait la dénomination de cette rue.

## Historique
La rue comptait également une hôtellerie à l'enseigne de la « Tour de Londres » datant du XVIe siècle.
Au premier semestre 2015, un réaménagement de la voie a permis le renforcement du caractère piétonnier de celle-ci, grâce à la suppression des trottoirs et à un pavage identiques aux voies environnantes